# Хандуев, Цырен Цыбекжапович
Цырен Цыбекжапович Хандуев — советский военный деятель и учёный, доктор ветеринарных наук (1962), профессор, академик АН Киргизской ССР/Киргизии.

## Биография
Родился в 1918 году в Дырестуе. Член КПСС.
С 1939 года — на военнойслужбе и научной работе. В 1939—1996 гг. — красноармеец-ветеринар, участник Великой Отечественной войны, участник советско-японской войны, полковник ветеринарной службы в Советской Армии, лаборант, директор, ведущий научный сотрудник Института биохимии и физиологии АН Киргизской ССР.
Специалист по культуре тканей и вирусологии. Его работы включают методы флуоресцентной микроскопии для изучения вирусов и риккетсий, антител, нейтрализующих вирус у инфицированных овец, культуры тканей. Разработал вирусную вакцину против оспы овец. Более 130 работ. Автор 6 монографий, 8 изобретений и 4 патентов.
Умер после 2000 года.